# Natação no Campeonato Mundial de Esportes Aquáticos de 2009 - 200 m medley feminino
A prova dos 200 metros medley feminino da natação no Campeonato Mundial de Esportes Aquáticos de 2009 ocorreu nos dias 26 e 27 de julho no Stadio del Nuoto em Roma.

## Recordes
Antes desta competição, os recordes mundiais e do campeonato nesta prova eram os seguintes:
| Tipo                  | Atleta         | Tempo   | Local     | Data                 | Ref |
| --------------------- | -------------- | ------- | --------- | -------------------- | --- |
|                       | Stephanie Rice | 2:08,45 | Pequim    | 13 de agosto de 2008 | ver |
| Recorde do campeonato | Katie Hoff     | 2:10,13 | Melbourne | 26 de março de 2007  | ver |

## Medalhistas
| Ouro                | Prata                | Bronze               |
| Ariana Kukors (USA) | Stephanie Rice (AUS) | Katinka Hosszú (HUN) |

## Resultados

### Eliminatórias
Estes são os resultados das eliminatórias:
| Pos. | Atleta                  | Tempo   | Bateria | Raia | Notas                 |
| ---- | ----------------------- | ------- | ------- | ---- | --------------------- |
| 1    | USA Ariana Kukors       | 2:08,53 | 7       | 3    | Recorde do campeonato |
| 2    | HUN Katinka Hosszú      | 2:09,12 | 8       | 3    |                       |
| 3    | AUS Stephanie Rice      | 2:09,64 | 8       | 4    |                       |
| 4    | ZIM Kirsty Coventry     | 2:09,90 | 7       | 4    |                       |
| 5    | GBR Hannah Miley        | 2:10,24 | 7       | 5    |                       |
| 6    | DEN Julie Hjorth-Hansen | 2:10,53 | 6       | 3    |                       |
| 7    | USA Julia Smit          | 2:10,94 | 6       | 4    |                       |
| 8    | AUS Emily Seebohm       | 2:11,31 | 7       | 2    |                       |
| 9    | FRA Camille Muffat      | 2:11,35 | 8       | 5    |                       |
| 10   | HUN Evelyn Verrasztó    | 2:11,61 | 6       | 5    |                       |
| 11   | CHN Liu Jing            | 2:11,91 | 6       | 6    |                       |
| 12   | BRA Joanna Maranhão     | 2:12,18 | 6       | 8    |                       |
| 13   | ITA Francesca Segat     | 2:12,52 | 7       | 6    |                       |
| 14   | JPN Tomoyo Fukuda       | 2:12,66 | 8       | 1    |                       |
| 15   | RUS Daria Belyakina     | 2:12,80 | 7       | 0    | Recorde nacional      |
| 16   | CHN Li Jiaxing          | 2:13,47 | 8       | 2    |                       |
| 17   | SWE Stina Gardell       | 2:13,52 | 7       | 9    |                       |
| 18   | RUS Yana Martynova      | 2:13,61 | 6       | 1    |                       |
| 19   | IRL Grainne Murphy      | 2:13,64 | 5       | 6    |                       |
| 20   | CAN Erica Morningstar   | 2:13,70 | 7       | 1    |                       |
| 20   | ITA Erica Buratto       | 2:13,70 | 8       | 8    |                       |
| 22   | CAN Julia Wilkinson     | 2:13,75 | 7       | 7    |                       |
| 22   | BEL Mireira Belmonte    | 2:13,75 | 8       | 7    |                       |
| 24   | GBR Keri-Anne Payne     | 2:14,17 | 6       | 2    |                       |
| 25   | SLO Anja Klinar         | 2:14,40 | 6       | 7    |                       |
| 26   | RSA Katheryn Meaklim    | 2:14,53 | 8       | 0    |                       |
| 27   | DEN Louise Mai Jansen   | 2:14,61 | 6       | 0    |                       |
| 28   | FIN Hanna-Maria Seppala | 2:14,62 | 6       | 9    |                       |
| 29   | JPN Asami Kitagawa      | 2:15,53 | 8       | 6    |                       |
| 30   | SUI Marina Ribi         | 2:15,65 | 5       | 7    |                       |

| Ver o restante da classificação | Ver o restante da classificação   | Ver o restante da classificação | Ver o restante da classificação | Ver o restante da classificação | Ver o restante da classificação | Ver o restante da classificação |
| Pos.                            | Atleta                            | Tempo                           | Bateria                         | Raia                            | Notas                           |                                 |
| ------------------------------- | --------------------------------- | ------------------------------- | ------------------------------- | ------------------------------- | ------------------------------- | ------------------------------- |
| 31                              | RSA Jessica Pengelly              | 2:15,66                         | 7                               | 8                               |                                 |                                 |
| 32                              | BEL Fanny Lecluyse                | 2:15,88                         | 4                               | 4                               |                                 |                                 |
| 33                              | POL Karolina Szczepaniak          | 2:16,52                         | 5                               | 4                               |                                 |                                 |
| 34                              | CZE Simona Baumrtova              | 2:16,89                         | 5                               | 5                               |                                 |                                 |
| 35                              | NOR Sara Nordenstam               | 2:16,96                         | 8                               | 9                               |                                 |                                 |
| 36                              | MAS Siow Yi Ting                  | 2:17,02                         | 5                               | 2                               |                                 |                                 |
| 37                              | POL Anna Kowalczyk                | 2:17,06                         | 5                               | 3                               |                                 |                                 |
| 38                              | UKR Anna Khlistunova              | 2:17,23                         | 4                               | 2                               |                                 |                                 |
| 39                              | KOR Kim Daleun                    | 2:17,65                         | 5                               | 8                               |                                 |                                 |
| 40                              | ISR Anastasia Korotkov            | 2:17,79                         | 4                               | 8                               |                                 |                                 |
| 41                              | TUN Sarra Lajnef                  | 2:17,86                         | 5                               | 1                               |                                 |                                 |
| 42                              | KOR Kim Hyejin                    | 2:17,89                         | 4                               | 3                               |                                 |                                 |
| 43                              | THA Natthanan Junkrajang          | 2:19,38                         | 4                               | 6                               |                                 |                                 |
| 44                              | EST Anna-Liisa Pold               | 2:19,46                         | 4                               | 7                               |                                 |                                 |
| 45                              | TUN Maroua Mathlouhti             | 2:19,55                         | 4                               | 5                               |                                 |                                 |
| 46                              | CZE Barbora Zavadova              | 2:19,87                         | 5                               | 0                               |                                 |                                 |
| 47                              | COL Erika Layne Stewardt          | 2:20,24                         | 5                               | 9                               |                                 |                                 |
| 48                              | UZB Ranohon Amanova               | 2:20,71                         | 4                               | 0                               |                                 |                                 |
| 49                              | NAM Jonay Briedenhann             | 2:23,54                         | 3                               | 1                               |                                 |                                 |
| 50                              | LTU Aiste Drobovolskaite          | 2:24,35                         | 3                               | 2                               |                                 |                                 |
| 51                              | PUR Coral del Mar Lopez Rosario   | 2:24,45                         | 3                               | 5                               |                                 |                                 |
| 52                              | GUA Karla Toscano                 | 2:25,37                         | 3                               | 4                               |                                 |                                 |
| 53                              | ZIM Maxine Heard                  | 2:25,45                         | 2                               | 7                               |                                 |                                 |
| 54                              | GUA Maria Coy                     | 2:25,77                         | 3                               | 3                               |                                 |                                 |
| 55                              | BIH Maida Turnadzic               | 2:26,33                         | 4                               | 1                               |                                 |                                 |
| 56                              | ECU Samantha Arevalo              | 2:26,45                         | 3                               | 8                               |                                 |                                 |
| 57                              | SIN Koh Hui Yu                    | 2:26,56                         | 2                               | 5                               |                                 |                                 |
| 58                              | LIB Nibal Yamout                  | 2:27,94                         | 2                               | 4                               |                                 |                                 |
| 59                              | SUR Chinyere Pigot                | 2:28,94                         | 3                               | 0                               |                                 |                                 |
| 60                              | SMR Simona Muccioli               | 2:29,02                         | 3                               | 7                               |                                 |                                 |
| 61                              | SIN Koh Ting Ting                 | 2:29,45                         | 4                               | 9                               |                                 |                                 |
| 62                              | BIH Selma Atic                    | 2:29,55                         | 3                               | 9                               |                                 |                                 |
| 63                              | NAM Christine Briedenhann         | 2:31,58                         | 2                               | 8                               |                                 |                                 |
| 64                              | ALB Sara Abdullahu                | 2:31,67                         | 2                               | 6                               |                                 |                                 |
| 65                              | HON Laura Lucia Paz Chavez        | 2:31,94                         | 2                               | 3                               |                                 |                                 |
| 66                              | SEY Shannon Austin                | 2:33,47                         | 1                               | 4                               |                                 |                                 |
| 67                              | VIE Vo Thi Thanh Vy               | 2:36,35                         | 3                               | 6                               |                                 |                                 |
| 68                              | SYR Diana Al Zamel                | 2:37,65                         | 2                               | 1                               |                                 |                                 |
| 69                              | ZAM Danielle Bernadine Findlay    | 2:43,74                         | 1                               | 5                               |                                 |                                 |
| 70                              | MRI Chuen Cheong Estelle Anais Li | 2:45,32                         | 2                               | 0                               |                                 |                                 |
| 71                              | PAK Sakina Ghulam                 | 2:46,82                         | 2                               | 9                               |                                 |                                 |
| 72                              | FIJ Cheyenne Rova                 | 2:48,26                         | 1                               | 3                               |                                 |                                 |
| 73                              | MDV Sausan Aishath                | 3:07,54                         | 1                               | 6                               |                                 |                                 |
|                                 | MEX Rita Medrano                  | DNS                             | 1                               | 2                               |                                 |                                 |
|                                 | ALB Rovena Marku                  | DNS                             | 2                               | 2                               |                                 |                                 |

### Semifinais
Estes são os resultados das semifinais:
| Pos. | Atleta                  | Tempo   | Bateria | Raia | Notas            |
| ---- | ----------------------- | ------- | ------- | ---- | ---------------- |
| 1    | USA Ariana Kukors       | 2:07,03 | 2       | 4    | Recorde mundial  |
| 2    | AUS Stephanie Rice      | 2:08,68 | 2       | 5    |                  |
| 3    | GBR Hannah Miley        | 2:09,46 | 2       | 3    |                  |
| 4    | DEN Julie Hjorth-Hansen | 2:09,87 | 1       | 3    |                  |
| 5    | ZIM Kirsty Coventry     | 2:09,91 | 1       | 5    |                  |
| 5    | HUN Evelyn Verrasztó    | 2:09,91 | 1       | 2    |                  |
| 7    | HUN Katinka Hosszú      | 2:10,01 | 1       | 4    |                  |
| 8    | FRA Camille Muffat      | 2:10,08 | 2       | 2    |                  |
| 9    | USA Julia Smit          | 2:10,29 | 2       | 6    |                  |
| 10   | CHN Liu Jing            | 2:11,05 | 2       | 7    |                  |
| 11   | RUS Daria Belyakina     | 2:11,73 | 2       | 8    | Recorde nacional |
| 12   | BRA Joanna Maranhão     | 2:12,12 | 1       | 7    |                  |
| 13   | ITA Francesca Segat     | 2:12,34 | 2       | 1    |                  |
| 14   | CHN Li Jiaxing          | 2:12,75 | 1       | 8    |                  |
| 15   | AUS Emily Seebohm       | 2:12,88 | 1       | 6    |                  |
| 16   | JPN Tomoyo Fukuda       | 2:13,36 | 1       | 1    |                  |

### Final
Estes são os resultados da final:
| Pos.              | Atleta                  | Tempo   | Raia | Notas           |
| ----------------- | ----------------------- | ------- | ---- | --------------- |
| Medalha de ouro   | USA Ariana Kukors       | 2:06,15 | 4    | Recorde mundial |
| Medalha de prata  | AUS Stephanie Rice      | 2:07,03 | 5    |                 |
| Medalha de bronze | HUN Katinka Hosszú      | 2:07,46 | 1    |                 |
| 4                 | ZIM Kirsty Coventry     | 2:08,94 | 2    |                 |
| 5                 | DEN Julie Hjorth-Hansen | 2:09,73 | 6    |                 |
| 6                 | GBR Hannah Miley        | 2:09,91 | 3    |                 |
| 7                 | HUN Evelyn Verrasztó    | 2:09,98 | 7    |                 |
| 8                 | FRA Camille Muffat      | 2:10,85 | 8    |                 |

## Novos recordes
| Tipo                  | Atleta        | Tempo   | Local | Data                | Ref |
| --------------------- | ------------- | ------- | ----- | ------------------- | --- |
|                       | Ariana Kukors | 2:06,15 | Roma  | 27 de julho de 2009 | ver |
| Recorde do campeonato | Ariana Kukors | 2:06,15 | Roma  | 27 de julho de 2009 | ver |

Legenda
| Recorde mundial       | Recorde mundial (World record)               |                       | Recorde africano                      | Recorde africano (African) |                                           | Q | Classificado por posição (Qualified) |
| Recorde do campeonato | Recorde do campeonato (Championship record)  | Recorde da América    | Recorde da América (Americas)         | q                          | Classificado por melhor tempo (Qualified) |   |                                      |
| Melhor marca do ano   | Melhor marca do ano (World leading)          | Recorde asiático      | Recorde asiático (Asian)              | DNS                        | Não largou (Did not start)                |   |                                      |
| Recorde nacional      | Recorde nacional (National record)           | Recorde europeu       | Recorde europeu (European)            | DNF                        | Não terminou (Did not finish)             |   |                                      |
| Recorde pessoal       | Recorde pessoal do atleta (Personal best)    | Recorde da Oceania    | Recorde da Oceania (Oceania)          | DSQ / DQ                   | Desclassificado (Disqualified)            |   |                                      |
| Recorde da temporada  | Recorde da temporada do atleta (Season best) | Recorde sul-americano | Recorde sul-americano (South America) | NM                         | Sem marca (No mark)                       |   |                                      |